# Sigismundssäule

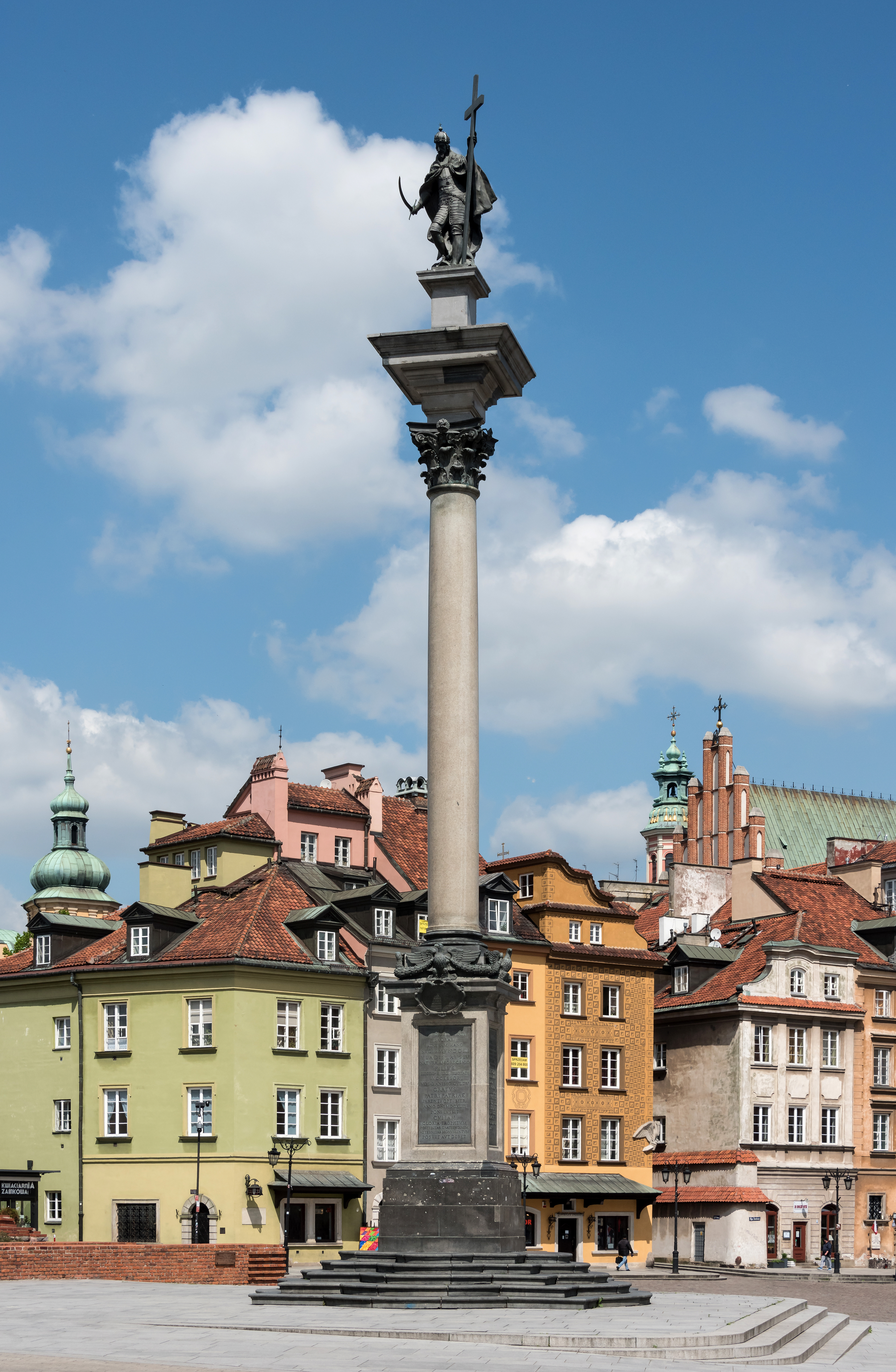
Sigismundssäule

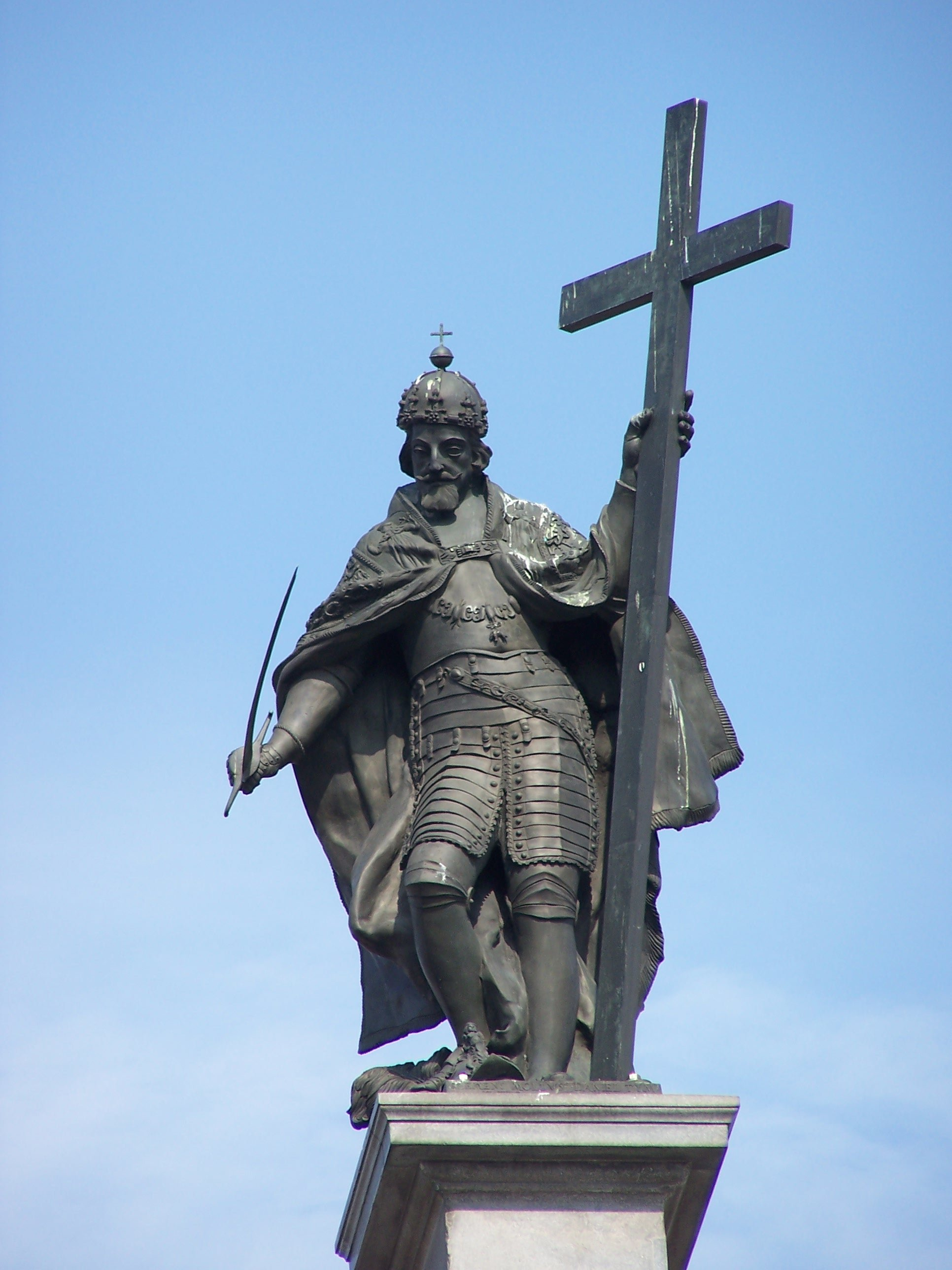
Zweieinhalb Meter hohe Sigismund Statue (2006)

Die Sigismundssäule, im Herzen der Stadt am Schlossplatz gelegen, ist eines der Wahrzeichen der polnischen Hauptstadt Warschau.
Die barocke Säule wurde im Jahr 1644 von König Władysław IV. Wasa zur Erinnerung an seinen Vater Sigismund errichtet, der Warschau 1596 zur Hauptstadt erklärt hatte. 
Der Entwurf des Denkmals stammte von Constantino Tencalla, die Einbindung in das Arrangement des Platzes von Augustyn Locci. Der Warschauer Glockengiesser Daniel Tym goss die Statue nach dem von dem italienischen Bildhauer Clemente Molli geschaffenen Modell in Bronze. Die zweieinhalb Meter hohe gekrönte Statue im königlichen Ornat einem großen Kreuz in der einen und einem Säbel in der anderen Hand, wurde auf eine 20 Meter hohe Säule gestellt. Am Sockel wurden vier Tafeln angebracht, die die größten Leistungen des Königs auflisten. In ihrer Ausführung erinnert die Säule eher an religiöse als an nationale Symbole, was als Hinweis auf die enge Verbindung Zygmunts zur katholischen Kirche gesehen wird.
Die Sigismundssäule wurde 1944 von den Deutschen zerstört, aber bereits fünf Jahre später beinahe an alter Stelle wiedererrichtet, nun zusätzlich als Symbol für den Wiederaufbau der völlig zerstörten Stadt.